# واولوت (ورطاس)
واولوت هو دُوَّار يقع بجماعة زكزل، إقليم بركان، جهة الشرق في المملكة المغربية. ينتمي الدوّار لمشيخة ورطاس التي تضم 11 دوار. يقدر عدد سكانه بـ 1343 نسمة حسب الإحصاء الرسمي للسكان والسكنى لسنة 2004.

## روابط خارجية
- البوابة الوطنية للجماعات الترابية
- المندوبية السامية للتخطيط